# Dahanu
Dahanu è una città dell'India di 44.393 abitanti, situata nel distretto di Thane, nello stato federato del Maharashtra. In base al numero di abitanti la città rientra nella classe III (da 20.000 a 49.999 persone).

## Geografia fisica
La città è situata a 19° 58' 0 N e 72° 43' 60 E al livello del mare.

## Società

### Evoluzione demografica
Al censimento del 2001 la popolazione di Dahanu assommava a 44.393 persone, delle quali 22.926 maschi e 21.467 femmine. I bambini di età inferiore o uguale ai sei anni assommavano a 5.724, dei quali 2.948 maschi e 2.776 femmine. Infine, coloro che erano in grado di saper almeno leggere e scrivere erano 31.488, dei quali 17.667 maschi e 13.821 femmine.